# أكيرا ميازاوا
أكيرا ميازاوا (باليابانية: 宮沢昭؛ بالكانا: みやざわ あきら) هو عازف ساكسفون ياباني، ولد في 6 ديسمبر 1927 في ماتسوموتو في اليابان، وتوفي في 6 يوليو 2000.

## وصلات خارجية
- أكيرا ميازاوا على موقع ميوزك برينز (الإنجليزية)
- أكيرا ميازاوا على موقع أول ميوزيك (الإنجليزية)
- أكيرا ميازاوا على موقع ديسكوغز (الإنجليزية)